# Thomasomys rosalinda
Thomasomys rosalinda är en däggdjursart som beskrevs av Thomas och St. Leger 1926. Thomasomys rosalinda ingår i släktet paramoråttor, och familjen hamsterartade gnagare. IUCN kategoriserar arten globalt som otillräckligt studerad. Inga underarter finns listade i Catalogue of Life.
Arten är bara känd från en mindre region i Anderna i norra Peru. Den hittades ungefär vid 2600 meter över havet. Habitatet utgörs av bergsskogar.